# Astrologia

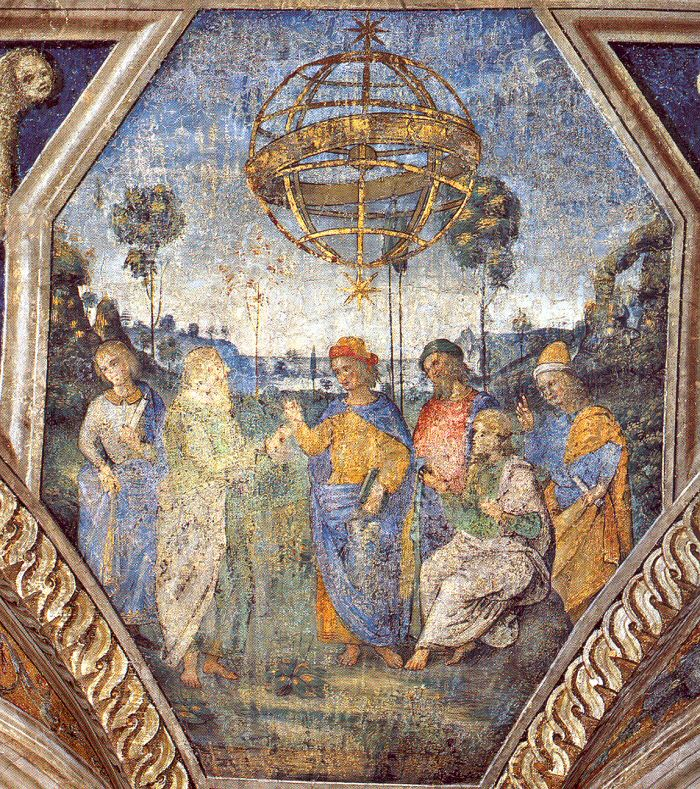
Alegoria astrologii, fresk w Apartamencie Borgia w Pałacu Apostolskim w Watykanie

Astrologia (gr. αστρολογία astrología = άστρον ástron + λόγος lógos, „nauka o gwiazdach”) – wróżbiarstwo polegające na próbach przewidywania przyszłości poszczególnych ludzi i wydarzeń na Ziemi na podstawie położenia ciał niebieskich na nieboskłonie.
Astrologia jest przez większość środowiska naukowego uważana za dziedzinę pseudonaukową. Na podstawie dotychczasowych eksperymentów stwierdza się, że astrologia się nie sprawdza, a pozorną skuteczność, przykładowo horoskopów, tłumaczy się efektem Barnuma i innymi błędami poznawczymi. Według astrofizyka, prof. Marka Abramowicza, postulowana przez astrologię możliwość wyjaśniania zachowań ludzi oddziaływaniem specyficznego układu ciał niebieskich jest wykluczona.
Astralistyka była nurtem w religioznawstwie, w którym podkreślano istotną rolę zjawisk meteorologicznych, mitów astralnych oraz kultu ciał niebieskich w powstawaniu religii ludów pierwotnych i antycznych. Od astrologii odróżnia się astrolatrię, czyli kult gwiazd i planet, uważanych za demony, bóstwa lub ich siedziby.

## Historia astrologii
Astrologia nazywana jest czasem „wiedzą królewską”. Od początku bowiem nielicznych wówczas astrologów można było znaleźć tylko na dworach władców.
W starożytności nie występowało rozróżnienie pomiędzy astronomią a astrologią w dzisiejszym rozumieniu tych pojęć. Astrologia była wówczas wyżej ceniona jako nauka, astronomia była jedynie jej nauką pomocniczą. Mikołaj Kopernik we wstępie do swojego epokowego dzieła De revolutionibus orbium coelestium („O obrotach sfer niebieskich”) pisze o „Nauce, którzy jedni zowią astrologią, inni astronomią, a wielu spośród starożytnych szczytem matematyki”. Dopiero usunięcie w XVIII wieku katedr astrologii na uniwersytetach (m.in. na UJ) zapoczątkowało zepchnięcie jej do roli para- lub pseudonauki.
Astrologii używano przede wszystkim do prognozowania pogody oraz wyznaczania szczęśliwych dni. Większe przepowiednie, jeśli były trafne, przynosiły sławę i bogactwo. Nietrafione niejednokrotnie kończyły się śmiercią astrologa. Stąd astrolodzy dbali o to, by były dostatecznie niejasne i pozostawiające jak największą możliwość interpretacji.
Pierwotnie uważano, że ciała niebieskie reprezentują na niebie władców ziemskich. W pierwszym tysiącleciu p.n.e. ugruntował się pogląd związany z wróżbiarstwem, że indywidualne losy władców mogą być odczytane z położenia ciał niebieskich.

### Mezopotamia
W Mezopotamii Sumerowie ok. drugiego tysiąclecia p.n.e., bazując na obserwacjach astronomicznych, stworzyli świątynię schodkową wykorzystując budowlę wieżową zikkurat (zigurat) w Ur (Uruk). Jej siedem kondygnacji symbolizowało 7 (liczba magiczna) wówczas znanych ciał niebieskich, wędrujących na tle tak zwanych gwiazd stałych. Są to: Księżyc, Słońce, Wenus, Merkury, Mars, Jowisz i Saturn. Taka świątynia miała umożliwiać kapłanom kontakt z siłami nadprzyrodzonymi. Gwiazdozbiory zostały wyodrębnione i nazwane, niebo podzielono na trzy sfery, był znany syderalny Księżycowy pas zodiakalny. Wierzono, że ruch ciał niebieskich odbywa się pod wpływem bóstw. Prognozy astrologiczne dotyczyły królów, władców, a więc były związane z losami narodów.

### Babilon
Określenie „Chaldejczyk” w odniesieniu do Babilończyków stało się synonimem astrologa.

### Egipt
W Egipcie – od 2778 roku p.n.e. posługiwano się kalendarzem najdokładniejszym w starożytności. Rozpoznano rzekome powiązanie spodziewanego wezbrania Nilu ze wschodem gwiazdy Syriusz. Wiele prognoz politycznych starano się wyprowadzić z położenia tej gwiazdy. Od Chaldejczyków skomplikowana wiedza astrologiczna dotarła do kapłanów Thota, który był uważany za bóstwo Księżyca.

### Ameryka
W Ameryce – Aztekowie i Majowie stworzyli 260-dniowy kalendarz księżycowy służący do obliczania terminów świąt religijnych. Rozplanowanie inkaskiego miasta Cuzco także wykazuje pewne związki z pasem zodiakalnym.

### Chiny
W Chinach – cesarz był czczony jako przedstawiciel nieba. Astrologia chińska stworzyła 28-dniowy kalendarz księżycowy oraz wyodrębniła pas zodiakalny. Chińscy astrolodzy obserwowali już przed n.e. kometę Halleya, a od 28 roku p.n.e. plamy na słońcu. Powstał wtedy zodiak chiński.

### Indie
W Indiach – w trzecim tysiącleciu p.n.e. miała miejsce bitwa na polu Kurukszetra, którą opisuje Mahabharata. Już w tym czasie w zaawansowanym stopniu powszechne były rytuały religijne związane ściśle z pozycją planet w zodiaku. Pisma te zawierają także opisy powiązań obserwacji astronomicznych z systemem filozoficznym i obrzędami religijnymi, w tym również z reinkarnacją.
Astrologia wedyjska, zwana w języku hinduskim dźjotisz, była uważana za najwyższy stopień wiedzy. Kanony dźjotisz mówią o tym, że Wisznu wcielił się w każdą z planet aby nagrodzić lub ukarać ludzi żyjących we wszechświecie za ich pobożne lub grzeszne czynności, czyli zgodnie z ich karmą.
W przeciwieństwie do astrologii zachodniej, która jest oparta na zodiaku tropikalnym, wedyjski system astrologiczny bierze pod uwagę gwiezdną (rzeczywistą) pozycję grahas (planet). Różnica w wartości położenia planet w tych dwóch odniesieniach do zodiaku to Ayanamsa, spowodowana jest precesją, zmianą położenia osi Ziemi w ruchu obrotowym.
W Indiach większą rolę przypisuje się położeniu Księżyca w Nakszatrach, niż Słońca w znakach zodiaku.  Astrolodzy indyjscy, zgodnie z tradycją Indii biorą pod uwagę możliwość reinkarnacji, co za tym idzie, jej rzutowanie na przebieg życia w obecnym wcieleniu.

### Europa
- W Europie – około 2000 p.n.e., powszechnie znana potężna budowla megalityczna (kromlech) Stonehenge była prawdopodobnie miejscem kultu, związanym z obserwacjami ciał niebieskich, przede wszystkim Słońca i Księżyca. W Starożytnej Grecji dopiero Simplikios wprowadził rozróżnienie pomiędzy astrologią ('dawniejszą'), a astronomią. Grecy przejęli od Babilończyków pojęcie planet, jednak Słońce traktowali jako najważniejsze. Po włączeniu Grecji do cesarstwa rzymskiego astrologia znajduje odbicie w alchemii, gnozie, manicheizmie.

Z okresu średniowiecza zachowały się nieliczne księgi astrologiczne, na przykład rękopis nr 3731 z 1431 roku z kolekcji Harleian.
W renesansie nastąpił ponowny rozwój astrologii jako kontynuacji tradycji hellenistycznych. Wielcy astronomowie często zajmowali się astrologią (Kopernik, Galileusz). Tycho de Brahe napisał podręcznik astrologiczny Apologia Astrologiae, a Johannes Kepler wydał m.in. druk Prodromus dissertationum mathematicarum continens cosmographicarum, a także sporządził horoskop księcia Wallensteina, dowódcy wojsk cesarskich w wojnie trzydziestoletniej, przepowiadając jego klęskę pod Lützen. Aż do XIX w. astrologia zachowuje swe znaczenie w najwyższych warstwach społecznych.
Bardzo ważną rolę astrologia odgrywa w antropozofii Rudolfa Steinera, który uważał astrologię za naukę. Astrologię cenił także Carl Gustav Jung, którego córka Greta Baumann-Jung została praktykującą astrolożką.

## Astrologia zachodnia

### Teoria
Nie istnieje jeden spójny system astrologiczny. Można jednak wyróżnić pewne stałe cechy wielu jej odmian. W astrologii znaczenie mają wszystkie znane planety Układu Słonecznego, łącznie z Plutonem, oraz Słońce i Księżyc. Ponadto gwiazdy stałe, planetoidy, węzły księżycowe i planetarne, a także inne punkty wyliczane za pomocą różnych technik (np. Lilith). Znaczenie mają także tzw. domy, których jest dwanaście. Domy horoskopowe opisują dziedziny życia, w których działają energie poszczególnych planet. Każdy obiekt w określonym czasie znajduje się w jakimś znaku zodiaku. Z tego względu horoskop każdego człowieka jest bardzo indywidualny. Np. domy horoskopowe zmieniają swoje położenie z każdą minutą. Nawet jeśli dwie osoby urodziły się w tym samym miejscu, niewielka różnica w czasie, mimo iż nie zmienia znacząco położenia planet – zmienia położenie domów. Każda planeta włada jakimś znakiem zodiaku lub dwoma znakami, a także domami – więc dana planeta najłatwiej wyraża się, gdy znajduje się w takim znaku czy domu. Powszechnie przyjmuje się, że najważniejsze są Słońce, Księżyc a także ascendent, który jest początkiem pierwszego domu. Ascendent oznacza punkt w obrębie zodiaku, który w czasie urodzin wschodzi na horyzoncie. Znak, w którym znajduje się ascendent, zmienia się średnio co dwie godziny. Znaczenie ma też medium coeli, czyli punkt (stopień) zodiaku, w którym Słońce w dniu urodzin, w danym miejscu, znajduje się na szczycie horyzontu. Medium coeli ma związek z pracą, obecnością w społeczności i sukcesem zawodowym. Do nakreślenia horoskopu konkretnej osoby niezbędna jest więc data i dokładna godzina z minutami, a także miejsce urodzenia.
Horoskop każdego człowieka jest indywidualny, mimo tego, że fizycznie możliwe jest, by w tym samym miejscu i czasie urodziły się dwie niespokrewnione ze sobą osoby. Astrologia uzasadnia ten fakt tym, że urodzone w tym samym czasie niespokrewnione ze sobą osoby mają innych rodziców, żyją w innym środowisku a zatem ulegają innym wpływom. Astrolodzy przepowiadający przyszłość analizują więc też horoskopy rodziców czy osób, które mają znaczący wpływ na losy danej osoby. W astrologii występują cztery żywioły, żywioł powtarza się zawsze co trzy znaki. Pierwszym żywiołem, gdyż od niego zaczyna się rok astrologiczny (rok według starego kalendarza rzymskiego), jest ogień, do którego zalicza się po kolei znak Barana, Lwa i Strzelca, później następuje żywioł ziemi, do którego zalicza się Byka, Pannę i Koziorożca, następnie żywioł powietrza, do którego zalicza się Bliźnięta, Wagę i Wodnika, potem żywioł wody, do którego zalicza się Raka, Skorpiona i Ryby. Znaki zodiaku dzieli się również na trzy jakości w taki sposób, że żywioł i jakość jednoznacznie identyfikują dany znak. Te trzy jakości to kardynalna (do której należą Baran, Rak, Waga i Koziorożec), stała (do której należą Byk, Lew, Skorpion i Wodnik) oraz zmienna (do której należą Bliźnięta, Panna, Strzelec i Ryby).
Współcześni, zachodni astrolodzy zajmują się zarówno przepowiadaniem przyszłości, opisywaniem przeszłości jak i analizą osobowości. Nacisk na analizę osobowości kładzie tzw. nurt humanistyczny. Przepowiadaniem przyszłości natomiast zajmują się zwykle astrolodzy klasyczni. Ponieważ szkół astrologii klasycznej jest znacznie mniej i nurt ten nie jest jeszcze mocno skomercjalizowany, kształcenie astrologów odbywa się pod okiem tzw. mistrza, który wybiera swoich uczniów według predyspozycji zapisanych w jego horoskopie urodzeniowym.

#### Różnice w stosunku do astronomii sferycznej
Około 500 r. p.n.e. w starożytnej Mezopotamii na potrzeby astrologii podzielono ekliptykę słoneczną na 12 równych części po 30°. W tym czasie punkt Barana znajdował się w gwiazdozbiorze Barana, skąd wziął swoją nazwę. Jednak na skutek zjawiska precesji osi Ziemi dochodzi do wędrówki astronomicznego punktu Barana, który, przesuwając się w przeciwnym kierunku niż Słońce po ekliptyce, obecnie znajduje się na końcu drogi przez gwiazdozbiór Ryb i za ok. 600 lat wejdzie w gwiazdozbiór Wodnika.
Zatem Słońce przekraczając 21 marca punkt Barana, znajduje się dopiero na początku drogi przez gwiazdozbiór Ryb. Według astrologów natomiast Słońce przechodząc przez punkt Barana 21 marca wchodzi w znak Barana (nie gwiazdozbiór).
Ważną różnicą jest również to, że o ile w astrologii ekliptyka została podzielona na 12 równych części zodiakalnych, o tyle w astronomii sferycznej ekliptyka nierówno przecina 13 (z Wężownikiem) gwiazdozbiorów zodiakalnych.

### Krytyka
Postulowane przez astrologię tak szczegółowe oddziaływanie układu ciał niebieskich na ludzi nie tylko nie znajduje potwierdzenia we współczesnej nauce, ale wywołuje zdecydowaną krytykę naukowców. Praca astrologów czy horoskopy w mass mediach nie znajdują uzasadnienia naukowego.
Według astrofizyka, prof. Marka Abramowicza, postulowana przez astrologię możliwość wyjaśniania zachowań ludzi oddziaływaniem specyficznego układu ciał niebieskich jest wykluczona, a rozpowszechnianie informacji o takich możliwościach jest społecznie szkodliwe – uczy pogardy dla kultury. Twierdzi również, że przeciwstawianie się propagowaniu astrologii jest społecznym obowiązkiem astronomów, i nie tylko astronomów.
Chrześcijaństwo, opierając się na Biblii, potępiało wszelkie wróżbiarstwo, w tym przekonania Chaldejczyków i astrologię. Tertulian (Tertullianus) ostrzegał przed astrologią. Profesor teologii Michał Wojciechowski nazywa astrologię „szkodliwym zabobonem”, który m.in. oducza ludzi logicznego myślenia. Twierdzi też, że determinizm losu, który wynika z założeń astrologii, nie tylko odbiera ludziom zaufanie do własnych sił – bywa, że podważa zasady moralne, skłaniając część ludzi do szukania w gwiazdach usprawiedliwienia dla własnych występków.

### Regulacje prawne
W Polsce zawód astrologa jest wpisany pod numerem 516101 (obok wróżbity 516102) do polskiej Klasyfikacji zawodów i specjalności na potrzeby rynku pracy.